# Blauer Scheinbockkäfer
Der Blaue Scheinbockkäfer (Ischnomera cyanea) ist ein Vertreter der Familie der Scheinbockkäfer (Oedemeridae). Mit dem Trivialnamen „Blauer Scheinbockkäfer“ wird mitunter auch die verwandte Art Ischnomera caerulea bezeichnet. Diese Art lässt sich wegen ihrer ähnlichen Färbung nur sehr schwer von Ischnomera cyanea unterscheiden.

## Merkmale
Die Käfer werden etwa 10 Millimeter lang. Kopf, Halsschild und Flügeldecken sind bläulich bis grünlich schimmernd. Über die Flügeldecken verlaufen vier Längsrippen. Die Femora sind leicht verdickt. Die Klauen der Tarsen besitzen einen kleinen Basalzahn.

## Verbreitung
Die Käferart kommt in weiten Teilen Europas vor. Im Norden reicht das Vorkommen bis in den Süden von Großbritannien und nach Mittel-Schweden.

## Lebensweise
Bevorzugte Habitate bilden Laubwälder und Waldränder. Die Imagines beobachtet man in den Monaten April und Mai. Die Käfer ernähren sich von Blütenpollen und Nektar, insbesondere von Mehlbeeren (Sorbus), Weißdorne (Crataegus) und verschiedenen Doldenblütlern wie Bärenklau. Die Larven leben in feuchtem Holz lebender oder morscher Laubbäume wie Buche, Ulme, Eiche oder Pappel.

## Taxonomie
In der Literatur finden sich folgende Synonyme:
- Necydalis cyanea Fabricius, 1792
- Asclera graeca Dahlgren, 1976